# Cardiapoda
Cardiapoda is een geslacht van weekdieren uit de klasse van de Gastropoda (slakken).

## Soorten
- Cardiapoda placenta (Lesson, 1831)
- Cardiapoda richardi Vayssière, 1903